# سد پلیگر
سد پلیگر (به لاتین: Péligre Dam) یک سد وزنی در هائیتی است که در شهرستان مرکزی واقع شده‌است.